# Bio Mors
Bio Mors er en biograf i Nykøbing Mors i Nordjylland. Den blev åbnet 2. november 1924 i en ny bygning med store sandstenssøjler ved indgangen lige overfor Nykøbing Mors Kirke, og med marmor og ædeltræ i interiøret. Siden starten af 1980'erne har den været den eneste biograf på Mors. Den var ved at gå ned i starten af 1990'erne, men drives nu af en forening med ca. 80 aktive medlemmer.